# Qu Yinhua
Qu Yinhua (chinesisch 屈銀華 / 屈银华, Pinyin Qū Yínhuá, W.-G. Chu Yin-hua, auch Chu Ying-hua a; * 3. März 1935, Yunyang, Republik China; † 19. September 2016 in Peking, VR China) war ein chinesischer Bergsteiger, dem die Erstbegehung des Mount Everest über die Nordseite gelang.
Qu Yinhua war 1956 im Rahmen einer sowjetisch-chinesischen Expedition unter den Erstbesteigern des Muztagata (7546 Meter).
1960 war er mit einer Expedition an der Nordroute des Mount Everest und gehörte zu den vier Bergsteigern des Gipfelteams. Zusammen mit dem Tibeter Konbu (auch Gonpo, Gongbu) b und dem Chinesen Wang Fuzhou erreichte er am 25. Mai 1960 den Gipfel. Diese Besteigung war viele Jahre umstritten, da es kein aussagekräftiges Gipfelfoto gibt, mittlerweile ist sie aber allgemein anerkannt. Die Leistung Qu Yinhuas bei dieser Besteigung hat Bergsportgeschichte geschrieben. Nachdem sein Teamkollege Liu Lianman () c am letzten großen Hindernis, dem Second Step – einer etwa 12 Meter hohen senkrechten Felskante auf etwa 8610 Meter Höhe – immer wieder scheiterte, zog sich Qu Yinhua Schuhe und Strümpfe aus, um barfüßig von den Schultern eines Teamkollegen das letzte Stück des Second Step zu überwinden.
Die Erstbesteigung über diese Route wurde auch propagandistisch ausgenutzt und als Zeichen der Überlegenheit des kommunistischen Systems von der Maoistischen Regierung Chinas herausgestellt.
__